# Paul Wurth S.A.
Pour les articles homonymes, voir Wurth.
Paul Wurth S.A. est une entreprise luxembourgeoise d'ingénierie industrielle, active dans la construction de machines à destination de l'industrie sidérurgique, notamment les hauts fourneaux. Son offre va de l'étude de machines jusqu'à la fourniture d'usines clé en main, partout dans le monde.
En 2012, l'entreprise intègre le Groupe SMS, qui achète 59,1 % du capital. Puis, en 2021, SMS acquiert 100 % du capital.

## Histoire

### 1870-1919: les débuts
Le 4 novembre 1870, Eugène Muller, originaire de Châtelet et ancien ingénieur-régisseur des ateliers de construction de la Société anonyme de Couillet à Châtelineau, fonde une usine de fabrication de chaudières à Hollerich, un quartier de Luxembourg-Ville. Cette usine est connue par les habitants sous le nom de Kesselfabrek (l'usine de chaudières).
Le 1er janvier 1891, Eugène cède son entreprise à Paul Wurth (lb) (1863-1945), un jeune ingénieur luxembourgeois qu'il a embauché deux ans auparavant, en 1889. Celui-ci, tout juste sorti de l'École centrale Paris va donner son nom à l'entreprise : l'Atelier Paul Wurth. L'esprit entrepreneurial du nouveau propriétaire va profondément marquer l'histoire de l'entreprise. Celle-ci se spécialise dans la construction de grands ouvrages métalliques, essentiellement des ponts métalliques et des appareils de hauts fourneaux.
L'entreprise investit et innove alors en permanence pour améliorer sa compétitivité :
- 1896 : achat d'une partie de la ligne de chemin de fer privée Gare de Luxembourg - Usine d'Hollerich. Puis l'entreprise achète une halle d'une usine à Beckingen, qu'elle démonte et remonte à Hollerich (ce sera la halle Beckinger)[5] ;
- 1902 : construction du pont de Dommeldange de l'ancienne ligne de Luxembourg à Echternach. Ce pont, d'une portée totale de 90 m, est le premier emploi des poutrelles de 1 m du train de laminoirs Grey de l’usine sidérurgique de Differdange)[5] ;
- 1905 : une troisième halle (halle C, de 121 x 19 m) est construite entre la halle Beckinger et la Kesselfabrik[5] ;

Le 1er juillet 1907, l'Atelier Paul Wurth devient une SCA : la Société en Commandite par Actions Paul WURTH, Luxembourg avec un capital de 1,5 million de francs luxembourgeois et pour actionnaires Paul Wurth et ses frères Joseph et Albert-Louis. En 1909, l'entreprise emploie 245 ouvriers et 24 cadres. Avec l'aide Eugène Ruppert, elle prospecte en Chine. Pendant cette année et la suivante, les halles E (67 x 17 m) et F (67 x 17 m) sont édifiées.
En 1919 sont édifiées les halles A (121 x 25 m) et B (121 x 17 m) qui remplacent la vieille Kesselfabrik. La halle Beckinger, quant à elle, ne sera remplacée par la halle D qu'en 1949/50.

### 1920-1976: le grand virage vers le haut fourneau
Le 28 mai 1920, la société devient une société anonyme : la S.A. des Anciens Etablissements Paul Wurth. Le capital passe à 5 millions de francs luxembourgeois, avec pour actionnaires l'Arbed, la Banque internationale à Luxembourg et Paul Wurth.
Le 5 avril 1923, fusion de l'Union des Aciéries, une usine fabricant des pièces métalliques et des machines pour l'industrie, avec les Anciens Etablissements Paul Wurth S.A.,.
En 1926, Paul Wurth, qui vient d'atteindre 60 ans, cède ses actions à l'Arbed et quitte la société.
En 1951, l'entreprise collabore avec une société sidérurgique britannique pour acquérir tous les brevets nécessaire à la construction de hauts fourneaux et de ses installations périphériques. Le premier haut fourneau construit complètement par l'entreprise (haut fourneau V, inauguré le 10 mai 1954) est édifié en 1954, à Seraing (Belgique) pour le compte de la Société anonyme métallurgique d'Espérance-Longdoz.
En 1969, l'ingénieur Edouard Legille, invente le gueulard sans cloche, dit aussi « Bell Less Top » ou « gueulard Paul Wurth ». Ce gueulard, plus complexe que l'ancien système à cloches, est essayé en 1972 au haut fourneau 4 de l'August Thyssen-Hütte (de) de Hamborn (près de Duisbourg), où il s'avère aussi fiable que les gueulards à cloches traditionnels. Mais surtout, ce nouveau gueulard, plus léger et plus étanche à haute pression, permet à la fois de construire des hauts fourneaux encore plus gros, et de fonctionner à haute pression (quelques bars), ce qui améliore l'efficacité de l'appareil. L'innovation, dûment brevetée, est une rupture dans le monde de la sidérurgie.

### 1977 à nos jours: l'internationalisation
En 1977, la Société Anonyme des Anciens Etablissements Paul Wurth change de nom pour Paul Wurth S.A.. C'est dans cette période que l'entreprise accède à un statut de leader sur le marché international de l'ingénierie sidérurgique. Elle crée des filiales, la première au Brésil en 1977, suivi du Canada et des États-Unis. Cette stratégie développement se maintient pendant toute la suite du XXe siècle, afin de disposer de représentations dans toutes les grandes régions productrices d'acier.
L'entreprise se recentre progressivement sur l'ingénierie : la fonderie ferme en 1978. Le bureau technique d'Arbed Dommeldange est absorbé en 1987. Pour autant, les ateliers de montage et de réparation mécanique sont conservés jusqu'en 2004, où ils sont intégrés à MecanArbed Dommeldange, du groupe Arcelor (maintenant ArcelorMittal). Paul Wurth S.A. devient alors une pure entreprise d'ingénierie.
En 2000, Paul Wurth S.A. s'engage dans le développement de PRIMUS, un procédé combinant un four à étages et un four à arc électrique, particulièrement adapté au recyclage des poussières et des boues générées par les convertisseurs et les fours électriques. Celles-ci sont riches en oxydes de fer, mais leur teneur en zinc (plus de 5 %) empêche leur recyclage au haut fourneau. Le procédé fonctionne bien mais le succès commercial reste très limité : après un démonstrateur à Esch-Belval en 2000, une installation industrielle devient opérationnelle en 2003 à Differdange. Le procédé n'est exporté qu'à Taïwan, où une installation démarre en 2009 à la Dragon Steel Corporation.
Au début des années 2000, Paul Wurth S.A. procède à plusieurs acquisitions clés d'entreprises possédant un savoir-faire reconnu dans le domaine de l'ingénierie des hauts fourneaux :
- en 2003, Paul Wurth S.A. et Dango & Dienenthal Maschinenbau GmbH fondent la coentreprise TMT Tapping Measuring Technology, spécialisée dans la construction de machines de plancher de haut fourneau et d'instrumentation dédiée[4] ;
- en 2004, l'entreprise allemande d'ingénierie Didier - M&P Energietechnik GmbH, spécialisée dans le domaine des cowpers et des réfractaires pour haut fourneau est rachetée. Cette nouvelle entité prend le nom de Paul Wurth Refractory & Engineering GmbH en 2006[4] ;
- en 2005, les activités de SMS Demag S.p.A. relatives au haut fourneau, à la cokerie et à la réduction directe, basées à Gênes, sont rachetées. La nouvelle entité est baptisée Paul Wurth Italia S.p.A.[4] ;
- en 2009, une participation de 50,4 %, passée à 75,2 % en 2011 et 100 % en 2013[10], dans CTI Systems S.A., une entreprise spécialisée dans la conception et la fabrication de systèmes automatisés de levage et manutention de charges lourdes, ouvre des perspectives de diversification[4].

À l'issue de ces acquisitions, Paul Wurth S.A. emploie 1 700 personnes, dont 500 au Luxembourg.
Le 7 mai 2012, ArcelorMittal annonce revendre à SMS les 48,1 % du capital qu'il possède. Luxempart revend également les 11 % du capital qu'elle possédait, l'acheteur disposant ainsi de la majorité (59,1 %) du capital. L'intégration dans le Groupe SMS devient effective le 17 décembre 2012.
Le 21 avril 2021, SMS rachète le reste des parts de Paul Wurth encore détenues par l'État luxembourgeois, soit 40,6 %, afin de contrôler 100 % du capital. Quelques réorganisations suivent : le 10 novembre 2023, la filiale CTI Systems S.A. spécialisée dans la manutention est revendue à son management via une LBO. Pour rationaliser la structure du groupe SMS, Paul Wurth cède ses parts de Paul Wurth Italia et Paul Wurth Deutschland à des affiliés de la maison mère, et échange ses parts dans Paul Wurth India Private contre des actions de SMS India Private.